# Jósei Teikoku
Jósei Teikoku (japonsky 妖精帝國; německy Das Feenreich; česky Vílí říše) je pětičlenná kapela z Nagoji založená roku 1997. Jejich hudba kombinuje prvky gotického rocku, heavy metalu, electronické hudby a klasické hudby. Jejich skladby se často objevují v různých anime, jako je například Mirai nikki, Renkin sankjú Magical? Pokán, Big Order, Ga-Rei: Zero, Innocent Venus, Kurokami: The Animation, Seikon no Qwaser nebo Tokyo ESP. Poté, co nezávisle vydali několik alb, vydali sedm hlavních alb, a to pod jejich současným vydavatelem Lantis. Jedná se o alba Gothic Lolita Propaganda, metanoia, Gothic Lolita Doctrine, Gothic Lolita Agitator, Pax Vesania, Shadow Corps(e) a The Age Of Villains.
Jósei Teikoku je kapela vedená zpěvačkou Jui, jejíž oficiální titul zní „Věčný diktátor“ (japonsky 終身独裁官). V kapele má každý z členů vojenský titul, jakožto členové Vílí říše.

## Členové kapely
Současní členové
- Jui (終身独裁官 ゆい; Věčný diktátor, narozena 25. října) – zpěv, text
- Takaha Tačibana (橘 尭葉; kapitán, narozen 25. března) – rytmická kytara, klávesy, kompozice, aranžmá a text
- Nanami (ななみ; rozkazový důstojník, narozen ???) – basová kytara
- Gight (がいと; seržant, narozen 20. března) – bicí
- XiVa (サイバ; desátník, narozen ???) – kytara
- rjóga (リョーガ; desátník, narozen ???) – kytara

Bývalí členové
- Relu (レル; narozen ???) – bicí
- Širen (紫煉,; narozen 10. března) – kytara

Předtím, než vydali singl „Baptize“, byli Jui a Tačibana jediní členové kapely. Nanami a Relu byli oficiálně členy kapely od roku 2010. Širen a Gight do ní vstoupili roku 2013, ve stejné době opustil kapelu Relu. Širen opustil kapelu v roce 2018. V lednu 2019 bylo ohlášeno, že je XiVa novým kytaristou.
V červnu 2019 Tačibana oznámil, že se od konce měsíce nebude účastnit budoucích živých vystoupení kapely, ale že bude nadále jejím textařem. Nový kytarista rjóga byl oznámen jako jeho náhradník na pódiu a připojil se ke kapele v hodnosti desátníka.

## Diskografie

### Alba
- Ataraší momo (新しい桃; 1996)
- Momo no hane (桃の羽; 1997)
- Momo no mori (桃の森; 1998)
- Šikó no momo (至高の桃; 1999)
- Stigma (2005)
- Gothic Lolita Propaganda (2007)[7]
- Metanoia (2007)
- Irodori no nai sekai (彩の無い世界; 2009)
- Gothic Lolita Doctorine (2009)
- Gothic Lolita Agitator (2010)
- Pax Vesania (2013)
- Hades: The Other World (2014)
- Shadow Corps[e] (2015)
- The Age Of Villains (2020)

### Singly
- Ashita wo Yurushite (2006) [7] – PC videohra AR ~ Wasurerareta Natsu ~ OP a ED
- Senketsu no Chikai (2006) – TV anime Renkin 3-kyu Magical Pokan OP
- "Noble Roar" (2006) – TV anime Innocent Venus OP
- "Valkyrja" (2006) – videohra PlayStation 2 Mai-Otome Hime: Otome Butou Shi OP
- Shijun no Zankoku (2007) – TV anime Venus Versus Virus ED
- " Schwarzer Sarg " (2008)
- " Hades: The Bloody Rage " (2008)
- " Weiß Flügel " (2008)
- Gekkō no Chigiri (2009) – TV anime Kurokami The Animation ED
- "One" (2009) – videohra PlayStation Portable Queen's Blade: Spiral Chaos OP a ED
- Tasogare no Getsuka (2009) – TV anime Katanagatari ED
- "Baptize" (2010) – TV anime Seikon no Qwaser OP
- "Rebellion Anthem" (2010)
- "Mischievous of Alice" (2011) – videohra PlayStation Portable Queen's Gate: Spiral Chaos OP a ED
- Kūsō Mesorogiwi (2011) [8] – TV anime Mirai Nikki OP
- "Filament" (2012) – TV anime Mirai Nikki ED
- Shito Kakusei (2014) – singl zahrnuje „Kakusei, Iteru Tamashii to Unmei no Kyoukaisen“ (覚醒、冱てる魂と運命の境界線) (OP) a „Shinken Ranbu“ (神 剣 乱舞) (ED) z videohry PlayStation 3 Kamisama na Unmei Kakusei no Cross Thesis
- Kyūsei Argyros (2014) – TV anime Tokyo ESP ED
- „Disorder“ (2016) – TV anime Big Order OP
- "flamma idola" (2017)

### Další
- "Irodori no Nai Sekai" (z Irodori no Nai Sekai) – TV anime Kurokami The Animation ED
- “Tamakui” (z Gothic Lolita Doctrine) – TV anime Ga-Rei Zero (také součástí Ga-Rei -Zero - image CD Yuri-mu Croquette)
- „Asgard“ (z Gothic Lolita Agitator) – PC videohry fortissimo // Akkord: Bsusvier OP
- “Kuraki Sekai no Doukoku” (z Hades: The Other World) – PC videohra fortissimo EXS // Akkord: nächsten Phase route OP
- “Shinteki Souzou” (z Hades: The Other World) – PC videohra fortissimo FA // Akkord: nächsten Phase OP
- “Oroka na Ketsumatsu” (z Hades: The Other World) – TV anime Ika Musume
- “Dea x Crisis” (z Hades: The Other World) – videohra PlayStation 3 Super Heroine Chronicle OP
- “Itoyuu no Shitade” (z Hades: The Other World) – videohra PlayStation 3 Super Heroine Chronicle ED
- “Yami-Iro Corsage” (z Shadow Corps[e]) – mobilní hra Valiant Knights OP
- “Geki” (z Shadow Corps[e]) – TV anime Big Order OVA ED
- "Psychomachia" – TV anime The Seven Heavenly Virtues ED
- "Last Moment" (z Gothic Lolita Propaganda) – hra PlayStation 2 Mai-Hime Unmei no Keitouju soundtrack
- “Hitohira no Shizuku” (z crystal2 ~ CIRCUS Vocal Collection Vol.2 ~) – PC videohra Tsui no Yakata ~ Koibumi ~ ED
- „Memini [Orchestronica mix version]“ (z crystal3 ~ CIRCUS Vocal Collection Vol.3 ~) – PC videohra AR ~ Wasurerareta Natsu
- “Tsukiyo no Senritsu” (z crystal3 ~ CIRCUS Vocal Collection Vol.3 ~) – PC videohra Tsui no Yakata ~ Futatsuboshi ~ ED
- “Koseijo no Uta” (z Songs from Eternal Fantasy) – PC videohra Eternal Fantasy
- “Tasogare no Gekka” (z Katanagatari Kakyokushuu Sono Ichi) – TV anime Katanagatari ED
- “EGOIST” (z Mirai Nikki Inspired Album Vol.1 ~ Ingaritsu Noise ~) – TV anime Mirai Nikki
- “Herrscher” (z Mirai Nikki Inspired Album Vol.1 ~ Ingaritsu Decibel ~) – TV anime Mirai Nikki
- „Oroka na Ketsumatsu“ (z Ika Love) – TV anime Ika Musume
- “Shito Raisan” (z Shito Raisan ~ Kami-sama to Unmei Kakumei no Paradox Original Soundtrack ~) – Videohra PlayStation 3 Kami-sama to Unmei Kakumei no Paradox